# Peter Løvenkrands
Peter Rosenkrands Løvenkrands, parfois écrit Peter Lövenkrands ou Peter Lovenkrands, né le 29 janvier 1980 à Hørsholm au Danemark, est un footballeur danois. 
International danois depuis 2000, il évolue au poste d'attaquant ou d'ailier.

## Biographie
Ses principales qualités sont une belle accélération, une vitesse de pointe intéressante, une technique lui permettant de dribbler dans des petits espaces, et une bonne endurance.
À partir de 2006 il joue dans le club allemand de Schalke, alors vice-champion d'Allemagne en titre. 
Le 7 janvier 2009, Schalke 04 met fin à son contrat. 
Ce même mois il retrouve un club, il signe à Newcastle United.
Après avoir passé une demi-saison sans club, il s'engage avec Birmingham City le 9 juillet 2012.
Le 10 mai 2014 il est libéré par Birmingham City. Ne trouvant pas de point de chute à la suite de ce départ, il décide de raccrocher les crampons le 20 novembre 2014.

## Carrière
- 1985-1997 : Lillerød IF  Danemark
- 1998-2000 : AB Copenhague  Danemark
- 2000-2006 : Glasgow Rangers  Écosse
- 2006- jan.2009 : Schalke 04  Allemagne
- 2009- jan.2012 : Newcastle United FC  Angleterre
- juillet 2012mai 2014 : Birmingham City  Angleterre[5]

## Palmarès
- Vainqueur de la Coupe du Danemark (1) : 1999 (AB Copenhague)
- Vainqueur du Championnat d'Écosse (2) : 2003 et 2005 (Glasgow Rangers)
- Vainqueur de la Coupe d'Écosse (2) : 2002 et 2003 (Glasgow Rangers)
- Vainqueur de la Coupe de la Ligue d'Écosse (3) : 2002, 2003 et 2005 (Glasgow Rangers)
- Vainqueur du Champion d'Angleterre de D2 (1) : 2010 avec (Newcastle United)